# زندگی زیبا (ترانه ایس آو بیس)
«زندگی زیبا» یک آهنگِ منتشر شده از گروه سوئدی ایس آو بیس، در اکتبر سال ۱۹۹۵ است.
جوناس برگرن موسیقی گاسپل را در این آهنگ گنجانیده است. این تک‌آهنگ در سراسر جهان به موفقیت رسید. در دسامبر سال ۱۹۹۵ به رتبه ۱۵ در ۱۰۰ آهنگ داغ بیلبورد ایالات متحده آمریکا و جدول تک‌آهنگ‌های بریتانیا رسید.